# Ajahn Mun Bhuridatta
Ajaan Mun Bhuridatta (1870-1949) nació en Baan Kham Bong, un pueblo agricultor de la provincia Ubon Ratchathani, en el noreste de Tailandia. Ordenado como monje budista en 1893, pasó el resto de su vida deambulando por Tailandia, Birmania y Laos, habitando, la mayor parte de este tiempo, en los bosques y comprometiéndose seriamente con la práctica de la meditación. Atrajo una enorme cantidad de estudiantes y seguidores, y junto con su maestro, Ajahn Sao Kantasilo Mahathera (1861-1941), estableció la tradición tailandesa del bosque conocida como la «tradición Kammatthana». La misma fue posteriormente difundida a lo largo de toda Tailandia, como también hacia algunos de los otros países vecinos. Murió en 1949 en Wat Suddhavasa, en la provincia de Sakon Nakhorn. 